# 趙嬰斉
趙 嬰斉（ちょう えいせい、ベトナム語: Triệu Minh Vương）は、南越の第3代王。

## 生涯
建元6年（紀元前135年）、閩越王騶郢による南越侵攻が行われた。南越王である文王趙眜は前漢に救援を要請、武帝はその要請を容れて閩越との衝突を平定するとともに中大夫厳助を派遣して戦後処理を行うと同時に、文王に長安に赴き武帝に朝見するように迫った。武帝により長安に留め置かれることを恐れた文王は病気を口実に入朝を拒否したが、太子であった趙嬰斉を入朝させ宿衛に入れた。元狩元年（紀元前122年）、病床の文王は漢に対し趙嬰斉の帰国を要請、同年文王の薨去により王位を継承した。
趙嬰斉は長安に赴く以前、南越の妻を娶り長子の趙建徳をもうけていたが、長安で宿衛の任に就くと邯鄲樛氏の娘を娶り趙興をもうけていた。南越王位を継承した後、明王は武帝に対し樛氏を王后に、趙興を太子とすることを上奏し、武帝もこれを許したが、立太子を巡って将来南越で発生する内紛の原因を作った。
武帝は即位後、南越にしばしば使者を派遣し、婉曲に明王の入朝を要請した。しかし明王は入朝後に漢の法によって束縛されることを嫌い、子の趙次公を長安に送り宿衛に当たらせるに留めた。
元鼎2年（紀元前115年）に明王が病死すると、太子趙興が王位を継承した。